# Kapelica sv. Franje Asiškog u Starom Jelkovcu
Kapelica sv. Franje Asiškog katolička je kapelica koja se nalazi u zagrebačkoj četvrti Sesvete u Starom Jelkovcu. Građena je 1993. i 1994. godine.
Kapelica je sagrađena na poticaj tadašnjeg župnika Sesveta, Petra Ribarića i Mjesnog odbora naselja. Misa se u ovoj kapeli služi jednom godišnje, na blagdan sv. Franje Asiškog 4. listopada ili u nedjelju najbliže tom blagdanu.
O kapelici brinu i održavaju je članovi Mjesnog odbora Jelkovec i društvo Hrvatska žena Jelkovec.

## Galerija
- Pogled na kapelu
- Unutrašnjost kapele
- Pogled na kapelu s prilazne ulice